# Wartość firmy
Wartość firmy (ang. goodwill) – nadwyżka wartości udziałów nad odpowiadającą im częścią aktywów netto.
Jest to termin określający tę część wartości przedsiębiorstwa, która nie wynika bezpośrednio z wyceny jego aktywów netto. Wartość firmy powstaje w przypadku przejęć i jest wykazywana w skonsolidowanym sprawozdaniu finansowym. Jest to różnica między ceną nabycia innej jednostki lub jej zorganizowanej części a wartością godziwą przejętych aktywów netto. Jeżeli cena nabycia jednostki lub jej zorganizowanej części jest niższa od wartości godziwej przejętych aktywów, to różnica stanowi ujemną wartość firmy (ang. badwill) prezentowaną w pasywach bilansu. Jeżeli cena nabycia jednostki lub jej zorganizowanej części jest wyższa od wartości godziwej przejętych aktywów netto, to różnica stanowi dodatnią wartość firmy, ujmowaną w aktywach bilansu.
Wartość firmy powstaje niekiedy także w przypadku nabycia udziałów (akcji) metodą praw własności.
Wartość firmy musi być amortyzowana metodą liniową przez okres nie dłuższy niż 5 lat. W uzasadnionych przypadkach może on zostać wydłużony do 20 lat.
Gdy wartość firmy powstaje w wyniku przejęcia innego podmiotu na podstawie MSSF 3, to wówczas jest zakaz jej amortyzacji. Należy przeprowadzać wtedy, co najmniej raz w roku, test na utratę wartości firmy.